# 라이베리아 달러

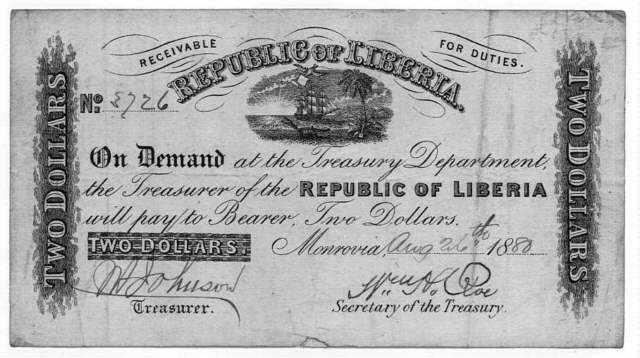
19세기의 라이베리아 달러

라이베리아 달러(Liberian dollar)는 라이베리아의 화폐이다. 1 달러는 100 센트(cent)로 나뉜다.

## 통화 정보
- 기호: ISO 4217: LRD
- 지폐: 100, 50, 20, 10, 5 라이베리아 달러
- 동전: 1 라이베리아 달러, 50, 25, 10, 5, 1센트

## 같이 보기
- 달러